# Xã Half Moon Lake, Quận Mississippi, Arkansas
Xã Half Moon Lake (tiếng Anh: Half Moon Lake Township) là một xã thuộc quận Mississippi, tiểu bang Arkansas, Hoa Kỳ. Năm 2010, dân số của xã này là 601 người.